# Кастельянос, Хуан Альберто
Хуан Альберто Кастельянос Вильямар (исп. Juan Alberto Castellanos Villamar; род. 16 мая 1933, Лас-Тунас, Куба) — член Движения 26 июля, участник кубинской революции, член Партизанской армии народа, участник боев в Анголе и военный советник в Никарагуа.

## Биография

### Кубинская революция
В 1958 году во время Кубинской революции в возрасте 22 лет присоединился к левой революционной организации Кубы Движение 26 июля, которая вместе с другими вооруженными группами, восстала против диктатуры Фульхенсио Батисты в Сьерра-Маэстре.
Он входил в состав «отряда смертников» (исп. Pelotón Suicida) Роберто «Пастуха» Родригеса «Эль Вакерито» (исп. Roberto 'El Vaquerito' Rodríguez Fernández) и воевал под командованием Че Гевары.
Он входил в состав личного отряда охраны Че Гевары и сопровождал его всю военную кампанию, будучи его шофером и телохранителем. Он участвовал в битве за Санта-Клару и в других сражениях, а затем с января 1959 года поселился в крепости Сан-Карлос-де-ла-Кабанья, Гавана.

### Партизанский отряд в Аргентине и тюрьма
В 1962 году Че Гевара, вместе с журналистом Хорхе Масетти, начал организовывать аргентинскую леворадикальную партизанскую организацию, получившую название Партизанская армия народа (EGP). По распоряжению Че, Кастелланос отправился под чужим именем с тайной миссией в Аргентину, для организации там партизанского движения.
Кастелланос был арестован и осужден на четыре года, с 1964 по 1968 год, содержался в тюрьме «Вилья-Лас-Росас» (исп. Villa Las Rosas) в Сальте, Аргентина. К тому времени Че Гевара уже умер.
Выйдя из тюрьмы, он вернулся на Кубу. В 1978 и 1979 годах он воевал в Анголе, а в 1982 году был направлен в Никарагуа в качестве военного советника. Он достиг звания полковника кубинских вооруженных сил. 